# 岩崎町
岩崎町（いわさきまち）は、秋田県雄勝郡にあった町。現在の湯沢市北部、皆瀬川左岸、奥羽本線下湯沢駅周辺にあたる。

## 地理
- 河川：皆瀬川

## 歴史
- 1889年（明治22年）4月1日 - 町村制の施行により、岩崎町、成沢村の区域をもって発足。
- 1954年（昭和29年）3月31日 - 湯沢町・弁天村・幡野村・三関村・山田村と合併して湯沢市が発足。同日岩崎町廃止。

## 交通

### 鉄道路線
現在は旧村域に奥羽本線の下湯沢駅が所在するが、当時は未開業。

### 道路
- 国道13号

現在は旧町域に湯沢横手道路が通過しているが、当時は未開通。